# Most generála Chábery
Most generála Chábery (během výstavby označován též jako most Prosmyky) je betonový silniční most přes řeku Labe na silnici II/247 v prostoru mezi městy Lovosice a Litoměřice. Nachází se poblíž obcí Mlékojedy a Žalhostice u osady Prosmyky, na západním přivaděči do Litoměřic, který do města vede z dálnice D8. Zprovozněn byl 17. prosince 2009.
Po Tyršově mostu, který se nachází východním směrem mezi Litoměřicemi a Terezínem, se jedná o druhý most přes Labe v blízkém okolí. Cesta mezi Litoměřicemi a Lovosicemi se díky novému mostu a přivaděči zkrátila asi na 3 km. Pojmenován byl po čestném občanovi Litoměřic, válečném hrdinovi a stíhacímu pilotovi, generálovi Františku Cháberovi. Most při slavnostním otevření požehnal litoměřický biskup Jan Baxant.
Most byl záměrně vyprojektován tak, aby umožnil bezpečný průjezd všech vozidel i za velkých povodní. Starý Tyršův most je sjízdný pouze do průtoku stoleté vody. Toto se plně osvědčilo v červnu 2013, kdy na Labi prošla další velká povodeň.

## Technické parametry

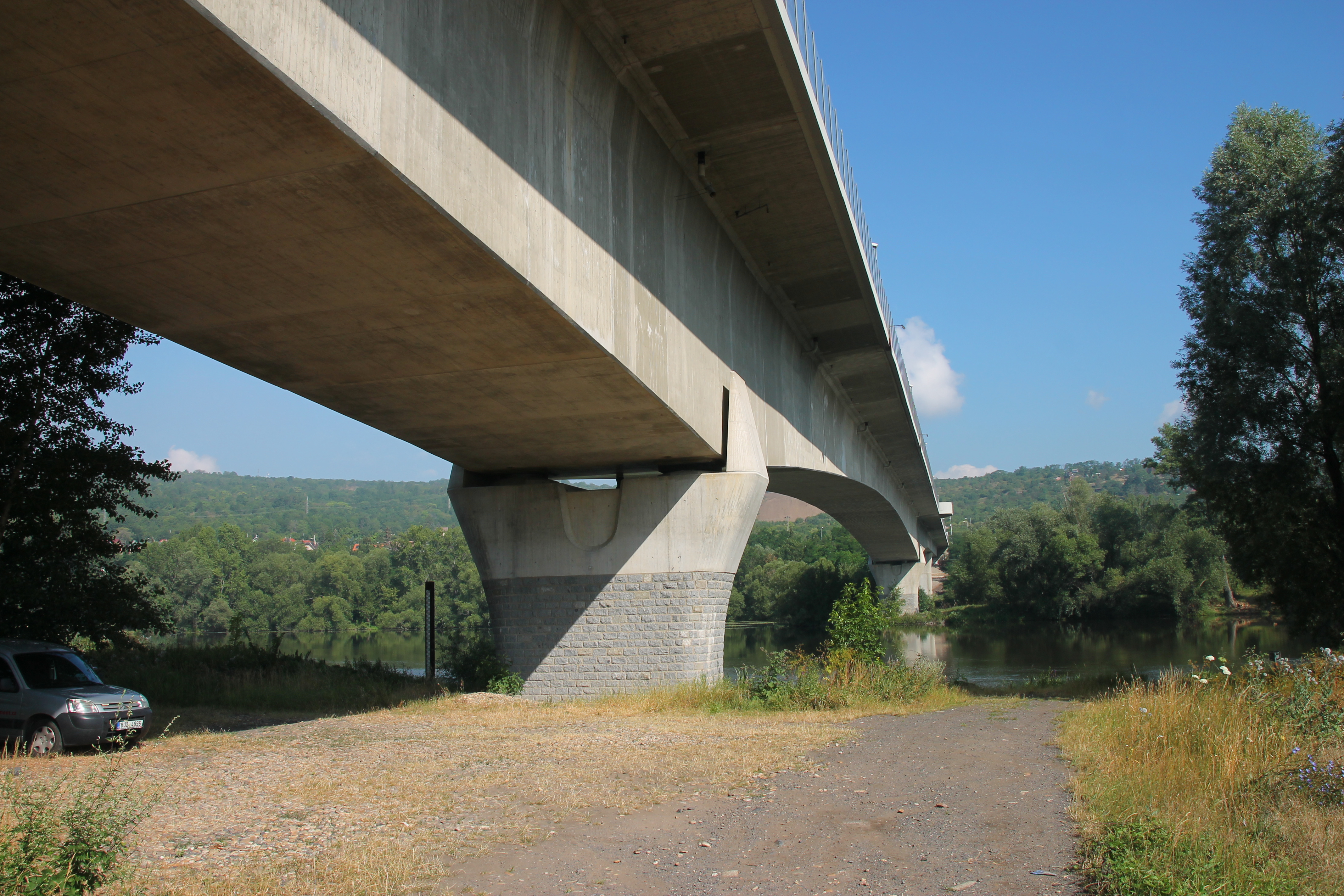
Pohled na hlavní pole z jihu

Most je dlouhý 607,9 metrů a jeho celková šířka činí od 15 do 18 metrů. Sedm nestejně dlouhých mostních polí v tomto místě překonává dvě říční ramena, neboť zde přechází přes západní cíp litoměřického Písečného ostrova. Z konstrukčního hlediska se jedná o komorový most, který byl postaven z předpjatého betonu, opatřený horní mostovkou, ta je zde řešena jako spojitý nosník. Mostovku nesou železobetonové pilíře zhotovené ve tvaru písmene Y, jejich výška se pohybuje od 5,1 do 13,1 metru. Mostní římsy mají šíři 2,75 metru a jsou také železobetonové, na nich po obou stranách jsou instalována zábradlí, resp. svodidla, na levé římse se také nachází cyklostezka. Na pravém břehu u Žalhostic, kde most přechází dvoukolejnou železniční trať z Lysé nad Labem do Ústí nad Labem, jsou instalovány protihlukové stěny, pravé silniční předmostí je řešeno jako kruhový objezd.

## Historie výstavby
Most byl součástí stavby přivaděče II/247, která probíhala od listopadu 2005 do prosince 2009 a kterou realizovaly za částku 1,6 miliardy Kč firmy SMP CZ (vedoucí), Stavby silnic a železnic a Metrostav. Samotný most byl postaven v letech 2007–2009 za částku 845 milionů Kč.